# Montpellier Open 1993
Il Montpellier Open 1993 è stato un torneo di tennis giocato sul sintetico indoor. È stata la 1ª edizione del torneo, che fa parte della categoria Tier IV nell'ambito del WTA Tour 1993. Si è giocato a Montpellier in Francia, dall'11 al 17 ottobre 1993.

## Campionesse

### Singolare
Jelena Alexandrowna Lichowzewa ha battuto in finale  Dominique Monami con il punteggio di 6–3, 6–4

### Doppio
Meredith McGrath /  Claudia Porwik hanno battuto in finale  Janette Husárová /  Dominique Monami con il punteggio di 3–6, 6–2, 7–6